# Buskabodagölen
Buskabodagölen är en sjö i Tingsryds kommun i Småland och ingår i Mörrumsåns huvudavrinningsområde. Sjön har en area på 0,459 kvadratkilometer och ligger 139 meter över havet. Vid provfiske har abborre och mört fångats i sjön.

## Delavrinningsområde
Buskabodagölen ingår i det delavrinningsområde (626605-143863) som SMHI kallar för Rinner till Utloppet av Åsnen. Medelhöjden är 148 meter över havet och ytan är 32,12 kvadratkilometer. Det finns inga avrinningsområden uppströms utan avrinningsområdet är högsta punkten. Avrinningsområdets utflöde Mörrumsån (Åbyån) mynnar i havet. Avrinningsområdet består mestadels av skog (45 procent). Avrinningsområdet har 150,34 kvadratkilometer vattenytor vilket ger det en sjöprocent på 30,8 procent.